# Босиочич, Марин
Марин Босиочич (хорв. Marin Bosiočić; род. 8 августа 1988, Риека) — хорватский шахматист, гроссмейстер (2008).
Двукратный чемпион Хорватии среди юниоров (2004, 2005). В составе сборной Хорватии участник 17-го командного чемпионата Европы (2009) в Нови-Сад. Чемпион Хорватии (2017, 2019).

## Изменения рейтинга
| Графики недоступны из-за технических проблем. См. информацию на Фабрикаторе и на mediawiki.org. |